# Ichirō Ozawa

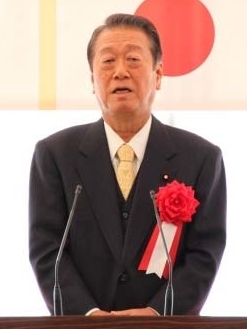
Ichirō Ozawa

Ichirō Ozawa (jap. 小沢 一郎, Ozawa Ichirō, * 24. Mai 1942 in Shitaya (heute: Taitō), Tokio) ist ein japanischer Politiker (LDP→JRP→NFP→LP→DPJ→LF→Mirai→Seikatsu→LP→DVP→KDP) und Abgeordneter im Shūgiin, dem Unterhaus des nationalen Parlaments, für den Wahlkreis Iwate 3. In der Liberaldemokratischen Partei (LDP) einst Generalsekretär, löste er mit seinem Austritt 1993 den erstmaligen Machtverlust der LDP mit aus. In den 1990er Jahren war er danach einer der Führungspolitiker des Umbaus der Parteienlandschaft und führte zeitweise unter anderem zwei große Parteien, die die schon 1994 wiederhergestellte LDP-Regierung beenden sollten, die Neue Fortschrittspartei (NFP), die vorübergehend weite Teile der zersplitterten Opposition sammelte, und die Demokratische Partei (DPJ). Letztere konnte zwar 2009 tatsächlich die LDP in die Opposition zwingen; aber Ozawa, der kurz zuvor vom Parteivorsitz zurückgetreten war, geriet mehrfach in Konflikt mit der Parteiführung und war von Skandalen betroffen. 2012 verließ er die DPJ in Opposition zur vom Parteivorsitzenden Yoshihiko Noda betriebenen Mehrwertsteuererhöhung. Von Januar 2013 bis April 2019 war er (ab 2015: Ko-)Vorsitzender der Liberalen Partei (bis 2016 Seikatsu no Tō).

## Leben und Karriere

### Aufstieg in der LDP

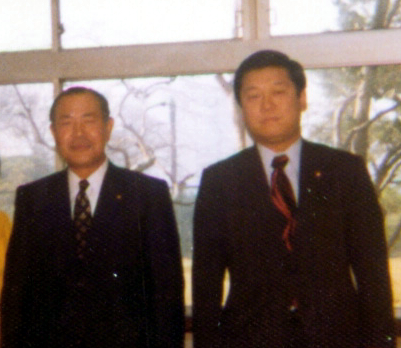
Kakuei Tanaka (links) und Ozawa (1970er Jahre)

Ozawa ist der älteste Sohn des langjährigen Abgeordneten und Ministers Saeki Ozawa. Nach seinem Abschluss an der Keiō-Universität setzte er seine rechtswissenschaftlichen Studien an der Graduiertenschule der Nihon-Universität fort. 1969 starb jedoch sein Vater. Ozawa wurde mit 27 Jahren für den damals 2. Wahlkreis der Präfektur Iwate als Abgeordneter der regierenden Liberaldemokratischen Partei (LDP) ins Shūgiin gewählt. Ozawa schloss sich der Tanaka-Faktion des damaligen Generalsekretärs Kakuei Tanaka an.
1985 war er Innenminister und Vorsitzender der Nationalen Kommission für Öffentliche Sicherheit im zweiten Kabinett von Yasuhiro Nakasone. In seine Amtszeit fielen die Planungen für die Einführung einer Umsatzsteuer. In den Nachwehen des Lockheed-Skandals, der Tanaka diskreditiert hatte, verließ Ozawa 1985 die Tanaka-Faktion und war an der Gründung des Keiseikai (Takeshita-, später Obuchi-Faktion) von Noboru Takeshita und Shin Kanemaru beteiligt. Ozawa stieg in die Führungsriege der neuen stärksten LDP-Faktion auf. Von 1989 bis 1991 war er Generalsekretär der LDP.

### Umbau der Parteienlandschaft
1989 erschütterte der Recruit-Skandal die LDP und führte zum Rücktritt von Premierminister Noboru Takeshita, Nachfolger Sōsuke Uno trat nach wenigen Monaten zurück und der als Korruptionsbekämpfer angetretene Toshiki Kaifu konnte sich nicht gegen die Faktionen durchsetzen und trat 1991 zurück. 1992 verließ Morihiro Hosokawa die Partei und gründete die Neue Japan-Partei, die bei den Oberhauswahlen im selben Jahr sieben Prozent der Stimmen erhielt. Während des Sagawa-Kyūbin-Skandals im selben Jahr geriet auch der Faktionsführer Kanemaru unter Kritik. Ozawa, der trotz seines vergleichsweise niedrigen Alters als Nummer zwei der Faktion galt, unterlag aber im Kampf um die Nachfolge Kanemarus dem erfahreneren Keizō Obuchi, der die Unterstützung Takeshitas genoss. Tsutomu Hata und Ozawa verließen die Faktion mit ihren Anhängern und gründeten ihre eigene Gruppierung, das Kaikaku Forum 21 (Hata-Ozawa-Faktion).
1993 verließen Ozawa und Hata schließlich die skandalgeschüttelte LDP und gründeten die Shinseitō (Erneuerungspartei). Durch diese Spaltung der LDP verlor die Partei zum ersten Mal seit ihrer Gründung die Regierungsbeteiligung und stellte nach der Shūgiin-Wahl 1993 nicht mehr den Premierminister. Als Generalsekretär der Erneuerungspartei war Ozawa maßgeblich für die Koalitionsverhandlungen für die resultierende Anti-LDP-Koalition verantwortlich. Nach der Rückkehr der LDP an die Macht ging die Shinseitō in der Shinshintō (Neue Fortschrittspartei) auf, die er ab 1995 als Parteivorsitzender führte.

### Oppositionsführer und „Schatten-Shōgun“
Nach der Auflösung der Shinshintō 1998 gründete Ozawa die Liberale Partei, die zwischen 1999 und 2000 eine Regierungskoalition mit der LDP einging. 2003 schloss sich die Liberale Partei der DPJ an, die sich zur größten Oppositionspartei entwickelt hatte. Zusammen mit den DPJ-Parteigründern Yukio Hatoyama und Naoto Kan bildete Ozawa die sogenannte Troika, die sich wiederholt die führenden Parteiämter teilte.
Als der DPJ-Parteivorsitzende Seiji Maehara nach kurzer Amtszeit in der Folge des Livedoor-Skandals zurücktrat, wurde Ichirō Ozawa am 7. April 2006 zum Nachfolger gewählt. Unter seiner Führung verbuchte die Partei den Sieg in den Oberhauswahlen im Juli 2007. Ozawa bot am 4. November 2007 seinen Rücktritt an, nachdem er mit Premierminister Yasuo Fukuda über eine große Koalition verhandelt hatte, die seine Partei aber ablehnte. Drei Tage später kündigte er bei einer Pressekonferenz an, er werde Parteivorsitzender bleiben und keine große Koalition anstreben, sondern vielmehr versuchen, bei den nächsten Unterhauswahlen einen Mehrheitswechsel zu erreichen.
Am 8. September 2008 wurde Ozawa ohne Abstimmung für weitere zwei Jahre als Parteivorsitzender bestätigt, nachdem für eine mögliche Wahl keine Gegenkandidaten zur Verfügung standen. Ein außerordentlicher Parteitag bestätigte diese Entscheidung am 21. September 2008.
Im März 2009 wurde ein Skandal um illegale Spenden des Bauunternehmens Nishimatsu Kensetsu bekannt, in den neben den LDP-Politikern Toshihiro Nikai, Kōji Omi und Yoshirō Mori auch Ozawa und insbesondere sein verhafteter Sekretär Takanori Ōkubo involviert waren. Im Vorfeld der Unterhauswahlen 2009 fürchten Teile der Demokraten, der Skandal könnte einen möglichen Wahlsieg gegen Premierminister Tarō Asō gefährden und forderten Ozawas Rücktritt. Am 11. Mai 2009 erklärte Ozawa auf einer Pressekonferenz seinen Rücktritt vom Parteivorsitz. Er blieb bis zur Wahl Hatoyamas zum Nachfolger im Amt. Er übernahm die politische Verantwortung für den Skandal, betonte aber seine persönliche Unschuld. Eine Niederlegung seines Abgeordnetenmandats oder einen Parteiaustritt schloss er aus.

### Mit der Demokratischen Partei als Regierungspolitiker

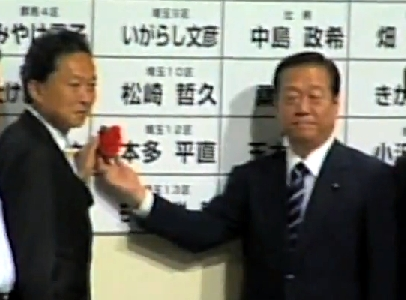
Hatoyama und Ozawa am Wahlabend der Shūgiin-Wahl 2009

Nach dem Sieg der DPJ in der Shūgiin-Wahl 2009 berief ihn Hatoyama als Generalsekretär, Naoto Kan wurde Vizepremier. Ozawa galt wie bereits in den Anti-LDP-Kabinetten der frühen 1990er Jahre als Schlüsselfigur für den Zusammenhalt der Regierung. Von westlichen Medien wurde er deshalb auch als „Schatten-Shōgun“ der japanischen Politik bezeichnet.
In einem als „Rikuzankai-Fall“ (陸山会事件, Rikuzankai Jiken) bekannten Skandal um einen Landkauf durch Ozawas Unterstützerorganisation Rikuzankai wurden im Januar 2010 drei ehemalige Mitarbeiter Ozawas verhaftet: Tomohiro Ishikawa, Mitsutomo Ikeda und Takanori Ōkubo. Die Ermittlungen gegen Ozawa selbst wurden zunächst eingestellt; allerdings ordnete ein kensatsu-shinsakai (検察審査会, „Aufsichtskommission der Staatsanwaltschaft“; wird auf Antrag zur Überprüfung staatsanwaltlicher Entscheidungen tätig) im April 2010 die Wiederaufnahme der Untersuchungen an. Ein weiteres kensatsu-shinsakai ordnete im Oktober 2010 eine erzwungene Anklage gegen Ozawa an. Ozawa wiederum erwog, selbst gegen diese Entscheidung zu klagen. Zudem wollte die Opposition Ozawa vor eine parlamentarische Anhörung laden (shōnin kammon). Zunächst verweigerte Ozawa weitere parlamentarische Untersuchungen, da er seine Unschuld ohnehin im bevorstehenden Prozess beweisen werde. Im Dezember 2010 stimmte er aber unter Druck aus der Demokratischen Partei und den ihr nahestehenden Gewerkschaften einer Anhörung vor einem seiji rinri shinsakai (政治倫理審査会, kurz seirinshin) zu, einem Ethikuntersuchungsausschuss des Parlaments, bei dem aber anders als bei einer shōnin-kammon-Anhörung keine Vereidigung stattfindet. Im Januar 2011 wurde Ozawa schließlich offiziell angeklagt und im April 2012 vom Tokioter Bezirksgericht (東京地方裁判所 Tōkyō Chihō Saibansho) freigesprochen, nachdem Ishikawa, Ikeda und Ōkubo im September 2011 wegen Verfälschungen von Finanzberichterstattungen bezüglich politischer Spenden im Rikuzankai-Fall zu Freiheitsstrafen verurteilt worden waren. Laut Gericht sei es jedoch nicht nachweisbar gewesen, dass Ozawa seinen Sekretären angeordnet habe, widerrechtlich zu handeln. Im Februar 2011 war Ozawa zudem nach der Anklage vor dem Bezirksgericht aus der DPJ ausgeschlossen worden, um ein weiteres Absinken der ohnehin schlechten Umfragewerte zu verhindern. Eine Bitte von Premierminister und Parteivorsitzender Kan, die Partei freiwillig zu verlassen, hatte Ozawa abgelehnt. Nach dem Freispruch wurde die Suspendierung aufgehoben.
Anschließend an den Rücktritt Yukio Hatoyamas als Parteivorsitzender und Premierminister im Juni 2010 übernahm Naoto Kan beide Ämter, und das „Troika-System“ (Toroika taisei) wurde aufgelöst: Ozawa gab das Amt des Generalsekretärs auf, Yukio Edano wurde sein Nachfolger. Die Oberhauswahl im Juni 2010 endete mit dem Mehrheitsverlust in einer schweren Niederlage für die Demokraten. Am 14. September trat Ozawa gegen den amtierenden Premier Naoto Kan zur Wahl des DP-Vorsitzenden an, unlag diesem aber in der Kampfabstimmung deutlich mit 491 zu 721 Punkten, wobei sich vor allem die Parteimitglieder und registrierten Anhänger für Kan entschieden und in 249 von 300 Wahlkreisen mehrheitlich für Kan votierten. Allerdings unterlag Ozawa auch unter den lokalen Abgeordneten mit 40 zu 60 Punkten und unter den nationalen Abgeordneten mit 200 zu 206 Stimmen.

### Erneute Opposition
Bei der Unterhausabstimmung im Juni 2012 über das Gesetz zur Verdopplung der Mehrwertsteuer stimmte Ozawa zusammen mit über 50 demokratischen Abgeordneten gegen die Vorlage. Im Wahlkampf 2009 hatte die Demokratische Partei versprochen, die Mehrwertsteuer in der kommenden Legislaturperiode nicht zu erhöhen. 36 der Abgeordneten, die mit Nein gestimmt hatten, und zwölf demokratische Oberhausabgeordnete reichten zusammen mit Ozawa ihren Parteiaustritt ein, der von der Parteiführung bei den Oberhausabgeordneten angenommen, bei den Unterhausabgeordneten mit Parteiausschluss beantwortet wurde. Die Abgeordneten sammelten sich in der Kokumin no Seikatsu ga Daiichi unter Ozawas Führung. Der Name griff einen Wahlkampfslogan der Demokratischen Partei von 2009 auf.
Für die Shūgiin-Wahl 2012 schloss sich die Partei mit anderen Gegnern der Mehrwertsteuererhöhung, eines möglichen TPP-Beitritts und der Atomkraft zur Nippon Mirai no Tō („Zukunftspartei Japans“) unter Vorsitz von Yukiko Kada, Gouverneurin von Shiga, zusammen. Die Partei verlor einen Großteil ihrer Mandate. Ozawa selbst verlor im Wahlkreis Iwate 4 zwar deutlich gegenüber früheren Wahlen, verteidigte sein Mandat aber mit 45,5 % der Stimmen und klarem Vorsprung auf seine drei Gegenkandidaten. Nach der Wahl spaltete sich die Zukunftspartei wieder; die Mehrheit der verbliebenen Abgeordneten schloss sich der Seikatsu no Tō an, in der Ozawa im Januar 2013 den Parteivorsitz von Yūko Mori übernahm. Im Januar 2015 schloss er sich mit dem Oberhausabgeordneten Tarō Yamamoto zusammen und teilte den Parteivorsitz seither mit ihm. Im Oktober 2016 nannte sich die Seikatsu no Tō in Anlehnung an Ozawas frühere Partei in „Liberale Partei“ um. Am 26. April 2019 beschloss die Partei die Fusion in die Demokratische Volkspartei, mit der sie bereits einige Monate zuvor Fraktionsgemeinschaften in beiden Kammern des Nationalparlaments eingegangen war.
Im September 2020 wurde er Mitglied der „neuen“, vergrößerten Konstitutionell-Demokratische Partei und übernahm dort den Vorsitz des Präfekturverbands Iwate.
Nach der Neuzuteilung von Sitzen auf die Präfekturen zur Shūgiin-Wahl 2017 verlor Iwate einen Wahlkreis, und Ozawa trat im neuen Wahlkreis 3 an, der dem alten Wahlkreis 4 in großen Teilen entspricht. Er kandidierte, obwohl LP-Mitglied, unabhängig ohne Parteinominierung und gewann wieder gegen Takashi Fujiwara, bereits seit 2012 der LDP-Gegenkandidat im Wahlkreis 4. Bei der Wahl 2021 verlor Ozawa den Wahlkreis Iwate 3 um rund vier Prozentpunkte an Fujiwara, gewann aber einen der vier KDP-Sitze bei der Verhältniswahl in Tōhoku. 2024 gewann er den Mehrheitswahlsitz mit 58 % der Stimmen zurück.

## Schriften
- 日本改造計画 (Nippon kaizō keikaku) Kōdansha 1993, ISBN 4-06-206482-0.
  - ins Englische übersetzt als: Blueprint for a New Japan: The Rethinking of a Nation. Kodansha International 1994.
- 語る (kataru) Bungei Shunjū 1996, ISBN 4-16-350210-6.
- 剛腕維新 (gōwan ishin) Kadokawa Gakugei 2006, ISBN 4-04-621088-5.